# Kaspaza-3
Kaspaza-3 (EC 3.4.22.56, CPP32, apopain, jama protein) je enzim. Ovaj enzim katalizuje sledeću hemijsku reakciju
Neophodno je prisustvo Asp ostatka u pozicijama P1 i P4. Preferentno dolazi do razlaganja sekvence Asp-Xaa-Xaa-Asp- sa hidrofobnim aminokiselinskim ostatkom u P2 poziciji i hidrofilnim aminokiselinskim ostatkom u P3, mada Val ili Ala takođe mogu da budu u toj poziciji
Kaspaza-3 je efektor/izvršilac kaspaze, kao što su i kaspaza-6 (EC 3.4.22.59) i kaspaza-7 (EC 3.4.22.60).

## Literatura
- Nicholson, D. & Thornberry, N.A. (2004). „Caspase-3 and caspase-7”.  Ур.: Barrett, A.J., Rawlings, N.D. and Woessner, J.F. Handbook of Proteolytic Enzymes (2nd изд.). London: Elsevier. стр. 1298—1302.

## Spoljašnje veze
- Caspase-3 на 